# MUSIC AWARDS JAPAN
MUSIC AWARDS JAPAN，簡稱MAJ，是日本國際音樂頒獎典禮之一，由日本文化娛樂產業振興協會（CEIPA）所設立的音樂獎。首屆頒獎典禮於2025年5月21與22日在京都的羅姆劇場京都舉行。

## 歷史沿革
2024年10月22日，音樂產業五大團體（日本唱片產業協會、日本音樂產業協會、日本音樂製作人協會、日本音樂出版商協會和音樂會推廣協會）共同成立的文化娛樂產業振興協會（CEIPA）宣布設立「MUSIC AWARDS JAPAN」音樂獎項，其理念為「與世界相連，點亮音樂的未來」，頒獎典禮預計於2025年5月舉行。
2025年3月13日，公布約3,000件參賽作品入選名單，參賽作品是以Spotify播放清單的形式發布，類別清單將於dHits等串流音樂平台提供。此外，也宣布YMO成為「SYMBOL OF MUSIC AWARDS JAPAN 2025」的形像人物。

## 獎項設置與遴選方式
此獎項分為六十幾個獎項，包括主要的最佳專輯、最佳歌曲、最佳歌手、最佳新人、最佳亞洲歌曲等六大獎項，還有J-pop、Hip-Hop和偶像文化獎等特定流派類別，舞蹈表演、MV、Vocaloid文化、DJ獎等特殊類別，以及亞洲和歐洲等各地區全球類別，日本音樂出版商協會會長、MAJ執行委員會副主席稻葉豐表示：“我們希望該獎項能夠像美國葛萊美獎一樣長期舉辦。”
入圍名單是根據Billboard JAPAN、Oricon年度排行榜等資料自動選擇入選名單（部分類別有所不同），名單出來之後，由日本國內投票會員（約5,000位音樂界專業人士、樂評人與各唱片公司之員工組成）從每個類別入選名單當中選出五位入圍者與音樂作品為入圍名單（有的類別獎項會有增額之情形發生），而在頒獎典禮即將舉辦之前，日本國內與海外投票會員會舉行決選投票，遴選出得獎者。

## 歷屆情況
| 屆數   | 日期              | 地點              | 典禮主持人（首場）       | 典禮主持人（第二場） | 備註 |
| ------ | ----------------- | ----------------- | ------------------------ | -------------------- | ---- |
| 第一屆 | 2025年5月21、22日 | 京都-羅姆劇場京都 | 井桁弘惠、森香澄、谷中敦 | 菅田將暉             |      |

## 類別
| - 最佳專輯獎 - 最佳歌曲獎 - 最佳新人獎 - 最佳歌手獎 - Top Global Hit from Japan - 最佳亞洲歌曲獎 - 各音樂類型 - 最佳日語歌曲獎 - 最佳日本搖滾歌曲獎 - 最佳日本嘻哈/說唱歌曲獎 - 最佳日本R&B/現代藍調歌曲獎 - 最佳日本流行舞曲獎 - 最佳日本另類音樂歌曲獎 - 最佳日本創作歌手歌曲獎 - 最佳偶像文化歌曲獎 - 最佳動畫歌曲獎 - 最佳演歌·歌謠曲獎 - 特別 - 最佳重生歌曲獎 - 最佳跨界合作歌曲獎 - 最佳器樂歌曲獎 - 最佳博歌樂文化歌曲獎 - 最佳MV獎 - 最佳舞蹈表演獎 - 最佳爆紅歌曲獎 - 各地區 - 亞洲熱門日語歌曲獎 - 歐洲熱門日語歌曲獎 - 北美熱門日語歌曲獎 - 拉美熱門日語歌曲獎 - 一般投票 - 最佳聽眾選擇:國內歌曲 powered by Spotify - 海外特別獎 - 韓國流行音樂特別獎 - 中國流行音樂特別獎 - 泰國流行音樂特別獎 - 印尼流行音樂特別獎 - 越南流行音樂特別獎 - 菲律賓流行音樂特別獎 - 海外歌曲 - 最佳海外流行歌曲獎 - 最佳海外搖滾歌曲獎 - 最佳海外嘻哈/說唱歌曲獎 - 最佳海外R&B/現代藍調歌曲獎 - 最佳海外另類音樂歌曲獎 - 最佳K-Pop歌曲獎 - 一般投票 - 最佳聽眾選擇:海外歌曲 powered by Spotify | - 各音樂類型 - 最佳爵士樂專輯獎 - 最佳古典音樂專輯獎 - 各音樂類型 - 最佳日語歌曲歌手獎 - 最佳日本搖滾歌手獎 - 最佳日本嘻哈/說唱歌手獎 - 最佳日本R&B/現代藍調歌手獎 - 最佳日本流行舞曲歌手獎 - 最佳日本另類音樂歌手獎 - 最佳日本創作歌手獎 - 最佳偶像獎 - 特別 - MAJ Timeless Echo - 卡拉OK特別獎 - 年度卡拉OK: 日本流行音樂 powered by DAMS & JOYSOUND - 年度卡拉OK: 演歌·歌謠曲 powered by DAMS & JOYSOUND - REQUEST特別獎 - 推活REQUEST年度歌手 powered by USEN - Creator特別獎 - Creators年度歌曲 presented by JASRAC - 大型現場聽眾獎 - 音樂科技榮譽獎 - 收音機特別獎 - 最佳電子/舞曲歌曲獎 - 最佳DJ獎 - 錄音師大獎 |

## 主要奖项
| 届数   | 年份              | 最佳歌曲                            | 最佳歌手         | 最佳专辑                     | 最佳新人 | Top Global Hit From Japan | 最佳亚洲歌曲       |
| ------ | ----------------- | ----------------------------------- | ---------------- | ---------------------------- | -------- | ------------------------- | ------------------ |
| 第一屆 | 2025年（令和7年） | 『Bling-Bang-Bang-Born』Creepy Nuts | Mrs. GREEN APPLE | 『LOVE ALL SERVE ALL』藤井風 | tuki.    | 『偶像』YOASOBI           | 『Supernova』aespa |

## 外部連結
- MUSIC AWARDS JAPAN官方網站
- 文化娛樂產業振興協會官方網站
- MUSIC AWARDS JAPAN的X（前Twitter）